# Wydział Informatyki Uniwersytetu Morskiego w Gdyni
Wydział Informatyki – jednostka organizacyjna Uniwersytetu Morskiego w Gdyni, utworzona w 2024 roku jako piąty wydział tej uczelni.

## Historia
Wydział został powołany w czerwcu 2024 roku decyzją władz uczelni, po uzyskaniu pozytywnej opinii Senatu Uniwersytetu Morskiego w Gdyni. Utworzenie nowej jednostki odbyło się na bazie zasobów kadrowych Katedry Systemów Informacyjnych (wcześniej funkcjonującej w ramach Wydziału Zarządzania i Nauk o Jakości) oraz Katedry Matematyki (wcześniej należącej do Wydziału Nawigacyjnego). Kadrę Wydziału uzupełnili również pracownicy Wydziału Elektrycznego oraz innych wydziałów uczelni.
Jednym z głównych ośrodków, które stanowiły podstawę organizacyjną nowego wydziału, była Katedra Systemów Informacyjnych. Jednostka ta, funkcjonująca od lat 70. XX wieku jako Zakład Informatyki i Analizy Systemów, była przez wiele lat kierowana przez prof. dr. hab. Piotra Jędrzejowicza.

## Kierunki kształcenia[2]
- Informatyka
  - Inteligentne aplikacje,
  - Programowanie systemów autonomicznych.

## Władze Wydziału[3]
- Dziekan Prof. dr hab. inż. Ireneusz Czarnowski
- Prodziekan ds. organizacji studiów i kształcenia Dr Tomasz Owczarek
- Prodziekan ds. ogólnych Dr Natalia Pawłowska

## Jednostki organizacyjne[4]
- Zakład Informatyki Stosowanej i Sztucznej Inteligencji
- Zakład Inżynierii Systemów
- Zakład Matematyki
- Zakład Podstaw Informatyki
- Zakład Systemów Autonomicznych